# Snowboard nos Jogos Olímpicos de Inverno de 2014 - Slopestyle feminino
A competição do slopestyle feminino do snowboard nos Jogos Olímpicos de Inverno de 2014 ocorreu nos dias 6 e 9 de fevereiro no Parque Extreme Rosa Khutor, na Clareira Vermelha em Sóchi.

## Medalhistas
| Ouro   | USA Jamie Anderson |
| Prata  | FIN Enni Rukajärvi |
| Bronze | GBR Jenny Jones    |

## Programação
Horário local (UTC+4).
| Data           | Horário | Evento       |
| -------------- | ------- | ------------ |
| 6 de fevereiro | 14:00   | Qualificação |
| 9 de fevereiro | 10:30   | Semifinais   |
| 9 de fevereiro | 13:15   | Final        |

## Resultados

### Qualificação
As quatro primeiras colocadas em cada bateria avançaram para a final. As demais atletas disputaram as semifinais.
| Pos. | Bateria | Bib | Nome             | País                | 1ª descida | 2ª descida | Melhor | Notas |
| ---- | ------- | --- | ---------------- | ------------------- | ---------- | ---------- | ------ | ----- |
| 1    | 1       | 5   | Isabel Derungs   | SUI Suíça           | 82.50      | 87.50      | 87.50  | QF    |
| 2    | 1       | 11  | Torah Bright     | AUS Austrália       | 85.25      | 80.00      | 85.25  | QF    |
| 3    | 1       | 4   | Spencer O'Brien  | CAN Canadá          | 82.75      | 65.00      | 82.75  | QF    |
| 4    | 1       | 8   | Enni Rukajärvi   | FIN Finlândia       | 79.00      | 23.75      | 79.00  | QF    |
| 5    | 1       | 1   | Jenny Jones      | GBR Grã-Bretanha    | 74.25      | 21.75      | 74.25  | QS    |
| 6    | 1       | 10  | Rebecca Torr     | NZL Nova Zelândia   | 70.75      | 33.75      | 70.75  | QS    |
| 7    | 1       | 6   | Christy Prior    | NZL Nova Zelândia   | 67.50      | 70.50      | 70.50  | QS    |
| 8    | 1       | 9   | Stefi Luxton     | NZL Nova Zelândia   | 59.75      | 34.25      | 59.75  | QS    |
| 9    | 1       | 3   | Sina Candrian    | SUI Suíça           | 58.25      | 36.50      | 58.25  | QS    |
| 10   | 1       | 7   | Aimee Fuller     | GBR Grã-Bretanha    | 44.50      | 39.00      | 44.50  | QS    |
| 11   | 1       | 12  | Shelly Gotlieb   | NZL Nova Zelândia   | 18.00      | 30.75      | 30.75  | QS    |
| 12   | 1       | 2   | Kjersti Buaas    | NOR Noruega         | 12.50      | 17.75      | 17.75  | QS    |
| 1    | 2       | 14  | Anna Gasser      | AUT Áustria         | 89.50      | 95.50      | 95.50  | QF    |
| 2    | 2       | 18  | Jamie Anderson   | USA Estados Unidos  | 93.50      | DNS        | 93.50  | QF    |
| 3    | 2       | 20  | Elena Könz       | SUI Suíça           | 86.25      | 38.00      | 86.25  | QF    |
| 4    | 2       | 22  | Karly Shorr      | USA Estados Unidos  | 45.00      | 84.75      | 84.75  | QF    |
| 5    | 2       | 17  | Šárka Pančochová | CZE República Checa | 77.75      | 33.75      | 77.75  | QS    |
| 6    | 2       | 16  | Jenna Blasman    | CAN Canadá          | 60.25      | 51.50      | 60.25  | QS    |
| 7    | 2       | 23  | Jessika Jenson   | USA Estados Unidos  | 34.00      | 58.50      | 58.50  | QS    |
| 8    | 2       | 15  | Silje Norendal   | NOR Noruega         | 31.00      | 39.00      | 39.00  | QS    |
| 9    | 2       | 19  | Cheryl Maas      | NED Países Baixos   | 18.00      | 31.25      | 31.25  | QS    |
| 10   | 2       | 21  | Merika Enne      | FIN Finlândia       | 17.00      | DNS        | 17.00  | QS    |
| 11   | 2       | 13  | Ty Walker        | USA Estados Unidos  | 1.00       | DNS        | 1.00   | QS    |

### Semifinal
As quatro primeiras colocadas na semifinal avançaram para a final.
| Pos. | Bib | Nome             | País                | 1ª descida | 2ª descida | Melhor | Notas |
| ---- | --- | ---------------- | ------------------- | ---------- | ---------- | ------ | ----- |
| 1    | 17  | Šárka Pančochová | CZE República Checa | 90.50      | 22.50      | 90.50  | QF    |
| 2    | 3   | Sina Candrian    | SUI Suíça           | 84.25      | 81.50      | 84.25  | QF    |
| 3    | 1   | Jenny Jones      | GBR Grã-Bretanha    | 82.25      | 83.25      | 83.25  | QF    |
| 4    | 15  | Silje Norendal   | NOR Noruega         | 16.75      | 78.75      | 78.75  | QF    |
| 5    | 23  | Jessika Jenson   | USA Estados Unidos  | 72.00      | 50.50      | 72.00  |       |
| 6    | 13  | Ty Walker        | USA Estados Unidos  | 66.00      | 43.75      | 66.00  |       |
| 7    | 12  | Shelly Gotlieb   | NZL Nova Zelândia   | 63.25      | 33.75      | 63.25  |       |
| 8    | 9   | Stefi Luxton     | NZL Nova Zelândia   | 18.25      | 60.25      | 60.25  |       |
| 9    | 7   | Aimee Fuller     | GBR Grã-Bretanha    | 33.75      | 37.50      | 37.50  |       |
| 10   | 10  | Rebecca Torr     | NZL Nova Zelândia   | 27.25      | 32.50      | 32.50  |       |
| 11   | 16  | Jenna Blasman    | CAN Canadá          | 32.25      | 10.50      | 32.25  |       |
| 12   | 19  | Cheryl Maas      | NED Países Baixos   | 30.75      | 14.75      | 30.75  |       |
|      | 6   | Christy Prior    | NZL Nova Zelândia   |            |            |        | DNS   |
|      | 2   | Kjersti Buaas    | NOR Noruega         |            |            |        | DNS   |
|      | 21  | Merika Enne      | FIN Finlândia       |            |            |        | DNS   |

### Final
Para a definição das medalhistas é considerado a melhor entre duas descidas.
| Pos.              | Bib | Nome             | País                | 1ª descida | 2ª descida | Melhor | Notas |
| ----------------- | --- | ---------------- | ------------------- | ---------- | ---------- | ------ | ----- |
| Medalha de ouro   | 18  | Jamie Anderson   | USA Estados Unidos  | 80.75      | 95.25      | 95.25  |       |
| Medalha de prata  | 8   | Enni Rukajärvi   | FIN Finlândia       | 73.75      | 92.50      | 92.50  |       |
| Medalha de bronze | 1   | Jenny Jones      | GBR Grã-Bretanha    | 73.00      | 87.25      | 87.25  |       |
| 4                 | 3   | Sina Candrian    | SUI Suíça           | 77.25      | 87.00      | 87.00  |       |
| 5                 | 17  | Šárka Pančochová | CZE República Checa | 86.25      | 20.00      | 86.25  |       |
| 6                 | 22  | Karly Shorr      | USA Estados Unidos  | 39.00      | 75.00      | 75.00  |       |
| 7                 | 11  | Torah Bright     | AUS Austrália       | 64.75      | 66.25      | 66.25  |       |
| 8                 | 5   | Isabel Derungs   | SUI Suíça           | 58.50      | 15.25      | 58.50  |       |
| 9                 | 20  | Elena Könz       | SUI Suíça           | 24.50      | 54.50      | 54.50  |       |
| 10                | 14  | Anna Gasser      | AUT Áustria         | 49.00      | 51.75      | 51.75  |       |
| 11                | 15  | Silje Norendal   | NOR Noruega         | 49.50      | 32.00      | 49.50  |       |
| 12                | 4   | Spencer O'Brien  | CAN Canadá          | 30.00      | 35.00      | 35.00  |       |

Legenda
| Recorde mundial      | Recorde mundial (World record)               |                       | Recorde africano                      | Recorde africano (African) |                                           | Q | Classificado por posição (Qualified) |
| Recorde olímpico     | Recorde olímpico (Olympic record)            | Recorde da América    | Recorde da América (Americas)         | q                          | Classificado por melhor tempo (Qualified) |   |                                      |
| Melhor marca do ano  | Melhor marca do ano (World leading)          | Recorde asiático      | Recorde asiático (Asian)              | DNS                        | Não largou (Did not start)                |   |                                      |
| Recorde nacional     | Recorde nacional (National record)           | Recorde europeu       | Recorde europeu (European)            | DNF                        | Não terminou (Did not finish)             |   |                                      |
| Recorde pessoal      | Recorde pessoal do atleta (Personal best)    | Recorde da Oceania    | Recorde da Oceania (Oceania)          | DSQ / DQ                   | Desclassificado (Disqualified)            |   |                                      |
| Recorde da temporada | Recorde da temporada do atleta (Season best) | Recorde sul-americano | Recorde sul-americano (South America) | NM                         | Sem marca (No mark)                       |   |                                      |